# Princeton (Minnesota)
Princeton è una città degli Stati Uniti d'America, situata in Minnesota, nella Contea di Mille Lacs e in parte nella Contea di Sherburne.